# 10:15 Saturday Night
"10:15 Saturday Night" é uma canção da banda britânica The Cure. Foi o lado B de seu single "Killing an Arab", bem como a faixa de abertura de seu álbum de estreia, Three Imaginary Boys. Também foi lançado na França como single com a música "Accuracy" no lado B. Foi tocada ao vivo na maioria de suas apresentações desde seu lançamento e foi incluída em seu álbum ao vivo Concert.
Um videoclipe promocional, dirigido por Piers Bedford, foi o primeiro a ser gravado pelo grupo.
"10:15 Saturday Night" é amplamente considerada uma das melhores canções de The Cure. Em 2019, a revista Billboard a enumerou em décimo lugar em sua lista das 40 melhores canções de The Cure, e, em 2023, a Mojo a posicionou em quinto lugar em sua lista das 30 melhores canções de The Cure.
A canção foi sampleada pela banda Massive Attack em sua versão de "Man Next Door", do álbum Mezzanine, de 1998.